# Nutabes
Els nutabes (nutabés o nutabae) són un poble indígena que habita en el canó del riu Cauca, el seu centre era el desaparegut corregiment d'Orobajo, municipi de Sabanalarga (Antioquia), a Colòmbia. Segons les cròniques de l'època, a mitjan segle xvi, aquest poble habitava entre el riu Cauca i el riu Porce;. a la Valle d'Aburrá, als actuals municipis d'Itagüí, Envigado i Sabaneta; també als municipis de Toledo, San Andrés de Cuerquia, Sabanalarga, Peque i Ituango.

## Història
Segons alguns cronistes les cròniques del segle xvi, la població Nutabe es diferenciava per la seva organització social, les seves activitats econòmiques i els seus vestits. D'acord amb investigadors, la llengua dels nutabes es classifica dins de la família lingüística txibtxa. Eran los Nutabes agricultores en esencia, especialmente del maíz y el fríjol, los frutales e incluso el algodón. Eren els Nutabes agricultors en essència, especialment del blat de moro i el fríjol, els fruiters i fins i tot el cotó. També, en altres camps econòmics, van ser pescadors i a més, miners; extreien or d'al·luvions de terreny i del riu Medellín.

## Organització sociopolítica
La seva societat estava estructurada en petits cacicats de caràcter hereditari, disseminats individualment i mancats d'algun poder central. No obstant això, enfront de la conquista espanyola (i enfront d'altres situacions d'incidència general), aquestes tribus solien unir-se d'una manera per dir-se així federat entorn del cacic que hagués demostrat més valor en alguna de les seves feines guerreres. Els nutabes malgrat pertànyer a un conjunt de tribus pacífiques de la zona antioquenya eren reconeguts també com típicament guerrers al moment de protegir el seu territori. El cacic Mestá va aconseguir derrotar els primers conqueridors europeus. Quan van arribar els espanyols, el comandament de la tribu va ser exercit per un cacic de nom Guarcama.
En l'època colonial va ser reconegut per la legislació espanyola, el “Resguardo Indígena de San Pedro de Sabanalarga”, que pel 1811 abastava 875 quilòmetres quadrats, en la zona actualment coneguda com a municipis Sabanalarga, Peque i Ituango. cap a 1830 el resguard va ser dissolt per la Nova Granada.
A la fi del segle XX els Nutabes tenien com el seu cacic a Virgilio Sucerquia, assassinat en 1998. En 2014 van triar el Cabildo Indígena Nutabe d'Orobajo. Orobajo fou inundat per l'embassament Hidroituango el 2018.

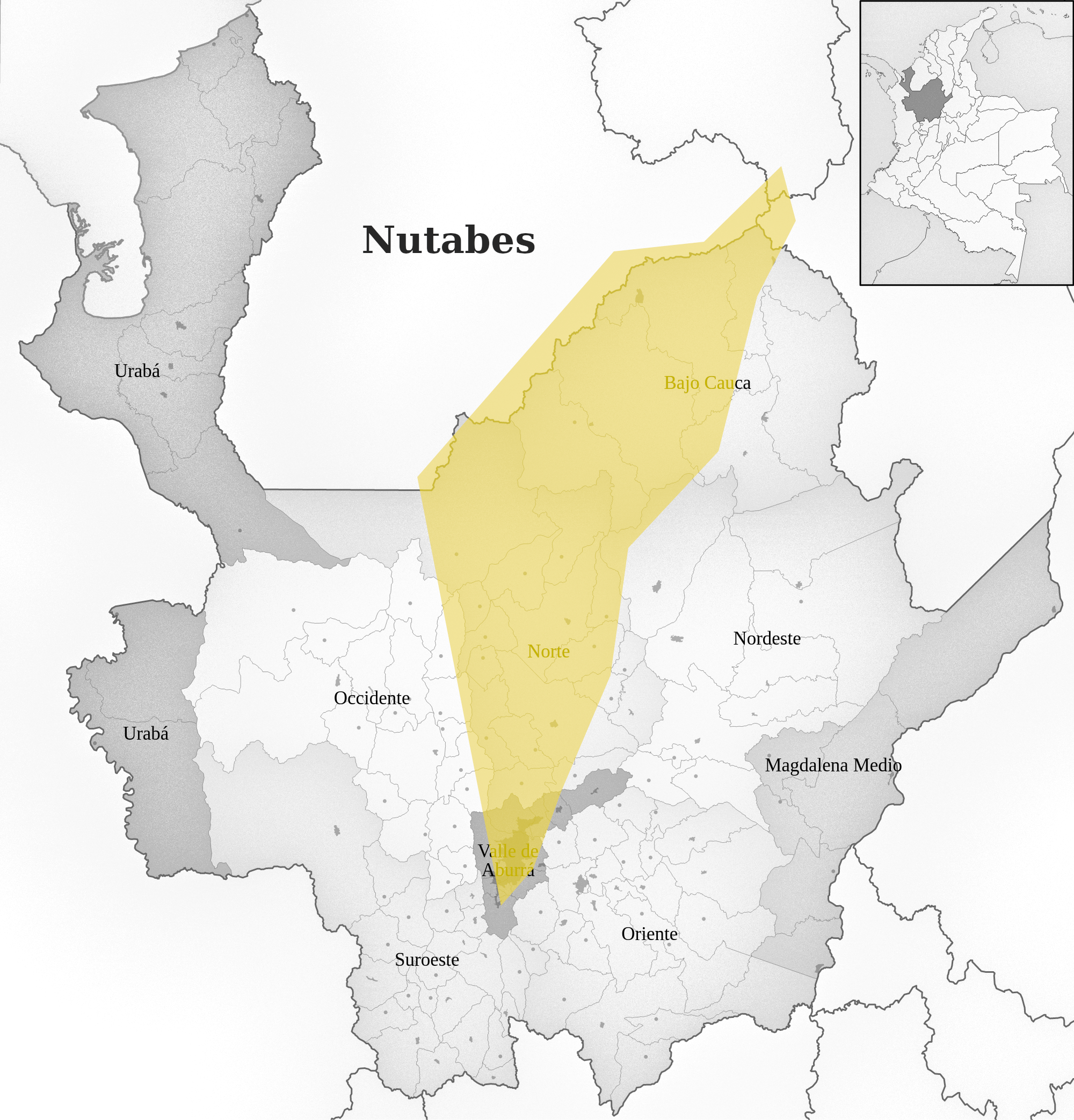

## Economia
Els nutabes comerciaven amb tribus veïnes, per a això utilitzaven un estratègic pont construït sobre el riu San Andrés, a la seva desembocadura, pont annomenat en llengua indígena “Bredunto”. Aquest nom es va transformar en “Pescater” després de la conquesta espanyola. Aquest pont va ser important per a tota la vida nutabe. Enmig del fragor conqueridor, els indígenes el van derrocar. Una miqueta després, Andrés de Valdivia, de les hosts conqueridores, el va reconstruir donada la seva importància.

## Reassentament
En 2019, 57 de les famílies Nutabe que estaven disperses en diversos municipis de la zona d'influència del projecte Hidroituango, van acordar establir-se juntes en un territori col·lectiu, al municipi d'Ituango. Va ser adquirit un predi de 533 hectàrees, triat per la comunitat.